# Julio Meinvielle
Julio Meinvielle (Buenos Aires, 31 de agosto de 1905 - Buenos Aires, 2 de agosto de 1973) fue un sacerdote argentino, filósofo y teólogo tomista. Sus libros fueron muy influyentes en el nacionalismo católico argentino.

## Biografía

### Formación
Estudió en el Pontificio Seminario Conciliar de Villa Devoto en los años veinte, siendo condiscípulo de otros sacerdotes que luego se destacarían, como Leonardo Castellani, Juan Ramón Sepich Lange, Monseñor Enrique Lavagnino y el futuro obispo Octavio Derisi. En ese centro de estudios obtuvo, primero, el doctorado en Filosofía, y después el doctorado en Sagrada Teología.
Pronto comenzó su prolífica obra sobre historia y economía. Una de las principales referencias intelectuales de su juventud fue el cardenal Louis Billot, S.J., pues leyó todos sus manuales de Teología:

El recordado Padre Julio Meinvielle, quien como Castellani ("Yo estudié toda la teología con las obras del cardenal Billot", "Conversaciones con Castellani", Hachettc. 1977, p. 33) se había formado rumiando todos los tratados teológicos del "príncipe de los teólogos", siempre nos comentaba cuánto le agradaba el armonioso y sonoro estilo del cardenal Billot, en el cual, al revés de tantos seudoteólogos de moda, la retórica y la fuerza de las imágenes van de consuno con la rotundez y peso de las ideas.

### Vida como sacerdote, docente y escritor
El 20 de diciembre de 1930 fue ordenado sacerdote. En 1932 y con apenas 27 años editó su primer libro, Concepción católica de la política, que con el tiempo se convertiría en una de sus obra fundamentales, abordando la problemática política a partir del pensamiento de Aristóteles y de Santo Tomás de Aquino.
En 1934 participó en la creación de la Acción Católica Argentina.
A partir de su trabajo en la parroquia Nuestra Señora de la Salud del barrio de Versailles de la ciudad de Buenos Aires dio el puntapié a una iniciativa de campamentos juveniles parroquiales, que se difundió entre otros colegas del sacerdocio. Fundó el primer grupo de boy scouts de la Argentina, que lleva el nombre de Agrupación n.º1. Años después, promovió la creación de la Unión Scouts Católicos Argentinos (USCA), que lo eligió como su primer secretario, además de ser su capellán nacional. El 7 de abril de 1937, dicha asociación scout fue reconocida por el cardenal Santiago Luis Copello, obispo primado de la Argentina, como asociación privada de fieles de la Iglesia católica.Fue también uno de los fundadores del Ateneo Popular de Versailles, un club con gran trayectoria deportiva y social, que presidió hasta su muerte.

#### Vida docente
Dictó cátedras sobre el pensamiento de Tomás de Aquino, primero, a través de los Cursos de Cultura Católica, y después, a través de los llamados Grupos de la Suma, clases gratuitas que daba a jóvenes, los fines de semana, en la Casa de Ejercicios Espirituales a la cual había sido destinado en los últimos años como capellán.
En 1948 participó de la fundación de la Sociedad Tomista Argentina de la que fue designado secretario, integrando la junta directiva junto al presidente Tomás Casares y los vicepresidentes Mons. Octavio Derisi y Nimio de Anquín.

#### Director de revistas
Entre 1943 y 1956 fue director de las revistas Presencia, Nuestro Tiempo y Balcón, todas muy críticas del gobierno de Juan Domingo Perón.

#### Movimiento Nacionalista Tacuara
Entre fines de los años cincuenta y principios de los sesenta, el padre Meinvielle fue el guía espiritual del Movimiento Nacionalista Tacuara, un grupo integrado por jóvenes.
En ese espacio debió compartir el rol de formador y guía con el antropólogo argentino-francés de ideología nazi Jacques de Mahieu (1915-1990). La convivencia entre estas dos figuras del pensamiento nacionalista fue muy difícil, ya que Mahieu hacía público su apoyo al peronismo, y Meinvielle lo consideraba comunista por el contenido de sus libros El Estado comunitario y La economía comunitaria.  En marzo de 1960, cuando muchos de los militantes de Tacuara, influidos por De Mahieu pasaron a vincularse con la Resistencia Peronista, Meinvielle no pudo tolerar la idea de que el movimiento se vinculara al peronismo y reclamara justicia social para aumentar su popularidad, acusando a su núcleo original de "desviaciones marxistas". 
Por otro lado, Mahieu había logrado incluir como dogma para Tacuara el concepto de tercera posición, común por esa época a distintos movimientos nacionalistas en distintas partes del mundo, pero que en la Argentina había sido desarrollado por el peronismo. Meinvielle consideraba esto como un intento de evasión ante el enfrentamiento político de las ideologías hegemónicas de la modernidad [derecha política e izquierda política] y consideraba que, en el contexto internacional de la época, era mucho más urgente una actitud pragmática. De otro modo, enseñaba, se podría beneficiar a posturas anticristianas (como en su momento, durante la Guerra Fría, se daba con el socialismo y el bloque soviético). Al tener estás ideologías un carácter universalista, es inevitable asumir un bando, puesto que la neutralidad favorecería a alguno de ellos y aquello sería un «egoísmo nacional», en línea con las condenas de la Iglesia al nacionalismo católico. Para Meinvielle era deber del cristiano reaccionar y trascender del espectro político (con ello, considerándose pactar con males menores, como el bloque occidental), no mantenerse neutral, sobre todo ante situaciones de emergencia no solo nacional, si no global, de la crisis modernista. Así, consideraba inmoral, desde la ética católica y su concepción política, la tercera posición, pues 

Cuando están en juego los restos de civilización en el mundo, no puede permanecer neutral una nación que tiene ligada su existencia y su grandeza a esta civilización.
Julio Meinvielle (Santos Martínez, 1977: págs. 259-260)

Por ese motivo creó una organización paralela adscripta al nacionalismo más ortodoxo y bautizada como la Guardia Restauradora Nacionalista (GRN), cuyo lema era «Dios, patria y hogar», mientras que su fuente de inspiración central fue el fundador de la Falange Española, José Antonio Primo de Rivera (1903-1936).
Entre los jóvenes que ocupaban un lugar directivo en la GRN se encontraba Juan Manuel Abal Medina (1945-), quien poco tiempo después, y por recomendación de Meinvielle, comenzó a desempeñarse como secretario privado de otro de los principales ideólogos del nacionalismo argentino, el Dr. Marcelo Sánchez Sorondo (1912-2012), editor de la revista Azul y Blanco. Paradójicamente, y pese al férreo antiperonismo de la GRN, tanto Abal Medina como el propio Sánchez Sorondo terminarían acercándose al peronismo. 

#### Primeros discípulos
Uno de los discípulos de Meinvielle fue el escritor anticomunista Jordán Bruno Genta (1909-1974), autor de Guerra contrarrevolucionaria: doctrina política (Buenos Aires, 1965). Otros discípulos de Meinvielle fueron el ideólogo nacionalista católico argentino Alberto Buela Lamas (1946-) y su hermano, el sacerdote Carlos Buela, que en 1984 fundaría el Instituto del Verbo Encarnado, y fue el autor de un opúsculo in memoriam de Meinvielle.
En noviembre de 1972 integró la “Comisión Argentina de Homenaje a Charles Maurras en el xx aniversario de su muerte”, junto a otros notorios intelectuales nacionalistas como Julio Irazusta, Alberto Falcionelli, Vicente Massot, Marcelo Sánchez Sorondo, Juan Carlos Goyeneche, Mario Amadeo, Carlos F. Ibarguren, Federico Ibarguren, Enrique Zuleta Puceiro, Enrique Zuleta Álvarez, Ernesto Palacio, Juan Manuel Palacio,  Fernando de Estrada y Guillermo Zorraquín.

### Muerte
En julio de 1973 sufrió un accidente de tránsito al ser atropellado por una camioneta de la municipalidad de Florencio Varela mientras cruzaba la avenida Nueve de Julio.
El conductor del vehículo era el chofer del entonces intendente de Buenos Aires, el peronista Leopoldo Frenkel. Esta circunstancia, sumado al hecho de que venía recibiendo amenazas de muerte y que en la Casa de Ejercicios Espirituales donde residía, habían baleado en reiteradas oportunidades la puerta de ingreso en el sector donde él residía, hizo que se generaran dudas en la investigación y se especulara con que podría haber sido un atentado. No obstante, oficialmente se lo caratuló como accidente de tránsito. Estuvo un mes hospitalizado en la Clínica San Camilo con múltiples fracturas y falleció el 2 de agosto de 1973. 
Su misa exequial fue celebrada por el arzobispo Juan Carlos Aramburu. Sus restos fueron inhumados en el Cementerio de la Chacarita, y en su sepelio las palabras de despedida estuvieron a cargo de su discípulo, el filósofo Carlos Sacheri, quien se refirió a Meinvielle como “una figura excepcional”, y "un sacerdote con la vocación del “filósofo cristiano”, dedicado a profundizar y difundir la Verdad cristiana, pero cuya militancia y obra intelectual habían sido más difundidas que comprendidas". En su cortejo fúnebre, una manija de su ataúd fue cargada por un sacerdote tercermundista como Carlos Mugica y otra por un sacerdote tradicionalista como Alberto Ezcurra Uriburu (exlíder de Tacuara).

## Su pensamiento
Meinvielle basaba su pensamiento en las ideas del tomismo. Además, influido por Charles Maurras, abogaba por la restauración de un orden teocrático universal. Interpretaba la historia humana como un proceso de declive y decadencia de los valores católicos, que vendría determinado por tres eventos catastróficos para la Iglesia:
- La irrupción de Martín Lutero (1483-1546),
- La Revolución francesa (1789-1799) y
- La Revolución bolchevique (1917-1918).

En asuntos de política concreta, combinaba su perspectiva católica integrista con el nacionalismo y postulaba la unidad entre la nación, la Iglesia católica y las fuerzas armadas, como protagonistas de una cruzada contra importantes fuerzas que buscaban su debilitamiento: el protestantismo, la masonería, el liberalismo y el socialismo. Esas son las ideas que más se repiten en su abundante labor periodística y en sus libros. Los más notables: Concepción católica de la política (1932), Concepción católica de la economía (1936), El judío (1936), Los tres pueblos bíblicos en la lucha por la dominación del mundo (1937).

### Economía
Condenó el capitalismo y el marxismo y trató de buscar paralelos entre los dos, sosteniendo que el materialismo era la base de ambos.
Abogó por un sistema económico basado en la doctrina social de la Iglesia, en el que el consumo regulase la producción y en el que la creación de riqueza fuese permitida siempre que se reinvirtiera.[cita requerida]

## Polémicas
Crítico acérrimo de lo que percibía como "retrocesos" en los niveles de la educación católica. En 1936, cuando visitó Argentina por primera vez el filósofo católico francés Jacques Maritain (1882-1973) ―y fue bien recibido por una parte de la jerarquía eclesiástica― Meinvielle lo criticó fuertemente. Entre otras cosas, Meinvielle afirmaba que la Guerra civil española (1936-1939) era una «guerra santa». A partir de esa correspondencia, en 1937 publicó un libro titulado Qué saldrá de la España que sangra.
Su obra De Lammenais a Maritain supuso una crítica a las ideas del segundo Maritain; sostenía que defendía la falta de fe de la sociedad moderna, dado su apoyo al liberalismo. Expuso que la obra de Maritain se asentaba en la de los franceses Felicidad Roberto de Lamennais (1782-1854), en la de Marc Sangnier (1873-1950) y en la de Le Sillon (el grupo creado por Sangnier y condenado por el papa Pío X); afirmó que el antropocentrismo de estos autores era incompatible con la fe católica.
Su obra también dio frutos en la formación de importantes dirigentes nacionalistas y católicos. Sin embargo, algunos de ellos, como Fernando Abal Medina, Carlos Gustavo Ramus, Mario Firmenich y Rodolfo Galimberti, abandonaron sus enseñanzas y tendieron al revolucionarismo de izquierda.

### Antisemitismo y oposición al nazismo
Al igual que Rodolfo Irazusta fue un furibundo crítico de la usura, de la que culpó "a los judíos", citando como inspirador al economista Werner Sombart, perteneciente a la escuela histórica alemana.
Arguyó que el judaísmo tenía como objetivo la destrucción del cristianismo y sostuvo que todo tipo de males que le sucediesen a la Iglesia tendrían su base en la acción judaica. Aunque no repitió libelos de sangre, afirmó que el comunismo y el capitalismo eran creaciones judías como parte de su plan para dominar el mundo.
Al hablar de la cuestión judía, Meinvielle lo hizo desde la teología y la tradición católica:

¿Será menester advertir que estas lecciones, que tocan al vivo un problema candente, no están de suyo, destinadas a justificar la acción semita ni la antisemita? Ambos términos tienden a empequeñecer un problema más hondo y universal. En el problema judaico no es Sem contra Jafet quien lucha, sino Lucifer contra Jehová, el viejo Adán contra el nuevo Adán, la Serpiente contra la Virgen, Caín contra Abel, Ismael contra Isaac, Esaú contra Jacob, el Dragón contra Cristo. La Teología Católica, al mismo tiempo que derramará la luz sobre "el que misterio ambulante" que es todo judío, indicará las condiciones de convivencia entre judíos y cristianos, dos pueblos hermanos que han de vivir separados hasta que la misericordia de Dios disponga su reconciliación.
Julio Meinvielle: El judío en el misterio de la historia” (1936)

Y citando al papa Inocencio III (1161-1216):

He aquí, en estas sabias palabras, reconocidos los derechos de consideración y respeto a que tienen derecho los judíos por parte de los cristianos. Tomen nota los antisemitas de estas prescripciones, para no rebasar de lo justo en la acción represiva de la peligrosidad judaica. Sobre todo, no olviden que el antisemitismo es una cosa condenada, porque es la persecución del judío sin atender al carácter sagrado de esta Raza Bendita y a los derechos consiguientes.

Fuerte opositor al nazismo, lo criticó desde el catolicismo integral en su obra "El nazismo y la Iglesia católica" en la cual detalla las persecuciones que el III Reich infligió a la Iglesia. Meinvielle consideraba que el nacionalsocialismo constituía la traducción política del panteísmo hegeliano y también, siguiendo las enseñanzas de la encíclica Mit brennender Sorge, caracterizaba al nacionalsocialismo como «un movimiento cultural formalmente precristiano y esencialmente pagano, en su pretensión de recrear los mitos nórdicos de las antiguas divinidades germánicas».
Asimismo criticó el racismo por su positivismo y cientificismo exacerbado y anticristiano. Expuso estas tesis en su obra El judío en el misterio de la Historia (1936), y dio a su pensamiento una dimensión argentina, al considerar a Buenos Aires, una Babilonia moderna, dominada por el lobby judío de las finanzas:

¿Quién puede ocuparse del judío sin un sentimiento de admiración o de desprecio, o de ambos a la vez? Pueblo que un día nos trajo a Cristo, pueblo que le rechazó, pueblo que se infiltra en medio de otros pueblos, no para convivir con ellos, sino para devorar insensiblemente su substancia; pueblo siempre dominado, pero pueblo lleno siempre de un deseo insolente de dominación. [...] Los judíos dominan a nuestros gobiernos como los acreedores a sus deudores. [...] Esta dominación se hace sentir en los ministerios de Instrucción Pública, en los planes de enseñanza, en la formación de los maestros, en la mentalidad de los universitarios; el dominio judío se ejerce sobre la banca y sobre los consorcios financieros, y todo el complicado mecanismo del oro, de las divisas, de los pagos, se desenvuelve irremediablemente bajo este poderoso dominio; los judíos dominan las agencias de información mundial, los rotativos, las revistas, los folletos, de suerte que la masa de gente va forjando su mentalidad de acuerdo a moldes judaicos; los judíos dominan en el amplio sector de las diversiones, y así ellos imponen las modas, controlan los lupanares, monopolizan el cine y las estaciones de radio, de modo que las costumbres de los cristianos se van modelando de acuerdo a sus imposiciones. ¿Dónde no domina el judío? Aquí, en nuestro país, ¿qué punto vital hay de nuestra zona donde el judío no se esté beneficiando con lo mejor de nuestra riqueza al mismo tiempo que está envenenando nuestro pueblo con lo más nefasto de las ideas y diversiones? Buenos Aires, esta gran Babilonia, nos ofrece un ejemplo típico. Cada día es mayor su progreso, cada día es mayor también en ella el poder judaico. Los judíos controlan aquí nuestro dinero, nuestro trigo, nuestro maíz, nuestro lino, nuestras carnes, nuestro pan, nuestra leche, nuestras incipientes industrias, todo cuanto puede reportar utilidad, y al mismo tiempo son ellos quienes siembran y fomentan las ideas disolventes contra nuestra Religión, contra nuestra Patria y contra nuestros Hogares; son ellos quienes fomentan el odio entre patrones y obreros cristianos, entre burgueses y proletarios; son ellos los más apasionados agentes del socialismo y comunismo; son ellos los más poderosos capitalistas de cuanto dáncing y cabaret infecta la ciudad.
Diríase que todo el dinero que nos arrebatan los judíos de la fertilidad de nuestro suelo y del trabajo de nuestros brazos será luego invertido en envenenar nuestras inteligencias Y lo que aquí observamos se observa en todo lugar y tiempo. Siempre el judío, llevado por el frenesí de la dominación mundial, arrebata las riquezas de los pueblos y siembra la desolación. Dos mil años lleva en esta tarea la tenacidad de su raza, y ahora está a punto de lograr una efectiva dominación universal.
Julio Meinvielle https://archive.org/stream/ElJudioEnElMisterioDeLaHistoriaPdf/el%20judio%20en%20el%20misterio%20de%20la%20historia%20pdf_djvu.txt

Cuando comenzaron a difundirse en Argentina doctrinas anarquistas procedentes de Italia y España, colaborará con la Liga Social Argentina, grupo de tendencias fascistas, cuyo objetivo era luchar contra el modernismo y las tendencias que consideraban subversivas. En este grupo tenían activa participación Alejandro Bunge, Atilio Dell'Oro Maini y Miguel de Andrea cuyos enemigos definidos por sus órganos de prensa La Unión eran los judíos, los liberales y los masones. No obstante su colaboración con este grupo, Meinvielle siempre denostó el fascismo italiano, al que hacía extensivas las críticas que le señalaba al nazismo. Ambos regímenes eran para Meinvielle demasiado estadófilos y los consideraba alejados del ideal católico.

## Obras
Estos son algunos de los títulos de su extensa bibliografía:

#### Libros:
- Concepción católica de la política (1932, 1ª ed.; 1941, 2ª ed. corregida y aumentada).
- Concepción católica de la economía (1936).
- Los tres pueblos bíblicos en su lucha por la dominación del mundo (1937).
- El judío (1937, 1ª ed.; 1940, 2ª ed.). El judío en el misterio de la Historia[15] (1959, 3ª ed.; 1963, 4ª ed.).
- Qué saldrá de la España que sangra (1937).
- Entre la Iglesia y el Reich (1937).
- Un juicio católico sobre los problemas nuevos de la política (1937).
- Los tres pueblos bíblicos en su lucha por la dominación del mundo (1937).
- Hacia la Cristiandad. Apuntes para una filosofía de la historia (1940).
- De Lamennais a Maritain (1945, 1ª ed.; 1967, 2ª ed. corregida y aumentada).
- Crítica de la concepción de Maritain sobre la persona humana (1948).
- Respuesta a dos cartas de Maritain al R.P. Garrigou-Lagrange, O.P. (1948).
- Conceptos fundamentales de economía (1953, 1ª ed.; 1973, 2ª ed.).
- Política Argentina (1949-1956) (1956).
- La cosmovisión de Teilhar de Chardin (1960).
- El comunismo en la revolución anticristiana (1961, 1ª ed.; 1964, 2ª ed.).
- El poder destructivo de la dialéctica comunista (1962, 1ª ed.; 1973, 2ª ed.).
- La Iglesia y el mundo moderno. El progresismo en Congar y en otros teólogos modernos (1965).
- Teilhard de Chardin o la religión de la evolución (1966).
- De la Cábala al progresismo (1970).

#### Opúsculos:
- La "Ecclesiam Suam" y el Progresismo Cristiano (1964).
- En torno al Progresismo Cristiano (1964).
- La declaración conciliar sobre libertad religiosa y la doctrina tradicional (1966).